# Mistrzostwa Europy w Lekkoatletyce 1969 – rzut oszczepem mężczyzn

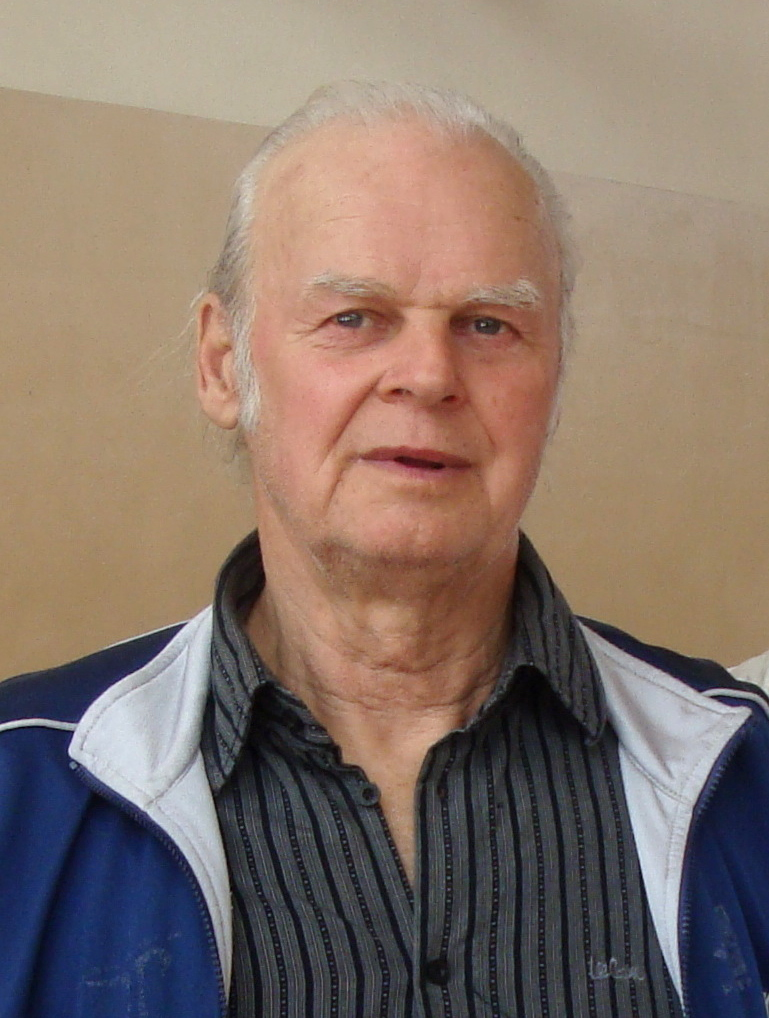
Jānis Lūsis w 2011

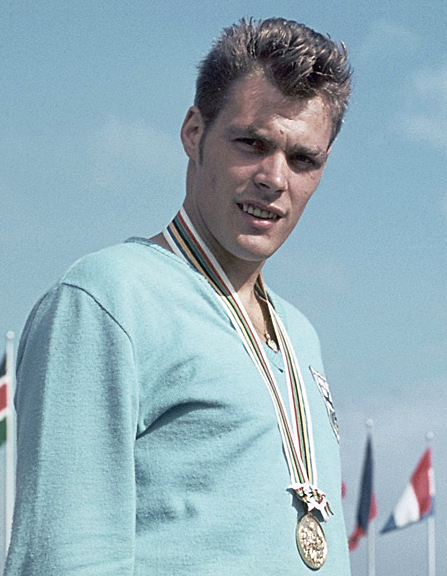
Pauli Nevala

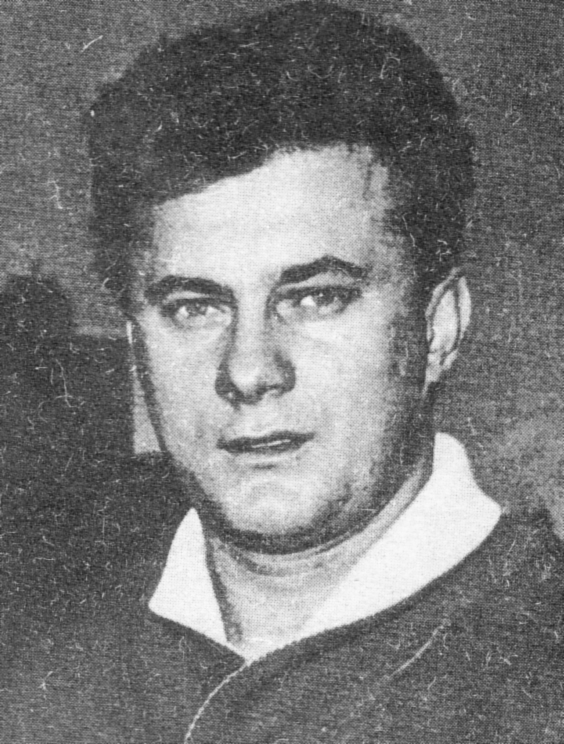
Janusz Sidło

Rzut oszczepem mężczyzn był jedną z konkurencji rozgrywanych podczas IX Mistrzostw Europy w Atenach. Rozegrano o od razu finał 19 września 1969. Zwycięzcą tej konkurencji został reprezentant Związku Radzieckiego Jānis Lūsis, który obronił złoty medal z mistrzostw w 1962 i mistrzostw w 1966. W rywalizacji wzięło udział trzynastu zawodników z ośmiu reprezentacji.

## Rekordy
| Rekord świata     | Jorma Kinnunen (FIN) | 92,70 | Tampere, Finlandia | 18.06.1969 |
| Rekord Europy     | Jorma Kinnunen (FIN) | 92,70 | Tampere, Finlandia | 18.06.1969 |
| Rekord mistrzostw | Jānis Lūsis (SUN)    | 84,48 | Budapeszt, Węgry   | 02.09.1966 |

## Wyniki
| Miejsce | Zawodnik           | Wynik | Uwagi |
| ------- | ------------------ | ----- | ----- |
| 1       | Jānis Lūsis        | 91,52 | CR    |
| 2       | Pauli Nevala       | 89,58 |       |
| 3       | Janusz Sidło       | 82,90 |       |
| 4       | Gergely Kulcsár    | 81,14 |       |
| 5       | Wiesław Sierański  | 79,74 |       |
| 6       | Jānis Doniņš       | 79,10 |       |
| 7       | Esko Kuutti        | 78,84 |       |
| 8       | Władysław Nikiciuk | 77,48 |       |
| 9       | Dave Travis        | 76,32 |       |
| 10      | Jorma Kinnunen     | 74,82 |       |
| 11      | Andreas Kaponis    | 73,24 |       |
| 12      | Carlo Lievore      | 72,06 |       |
| 13      | Miłczo Milewski    | 71,66 |       |